# Иберамшах Барбари
Иберамшах Барбари (индон. Iberamsyah Barbary) (род. 2 января 1948 г., Канданган, Калимантан) – индонезийский писатель, пишущий на индонезийском и  банджарском языках. 

## Краткая биография
По национальности банджар. Начал писать стихи и прозу на банджарском и индонезийском языках с 1960-х гг.  Входит в группу писателей «Поколение 70-х гг.». Первые публикации в местных газетах «Банджармасин Пост», «Гави Манунтунг», «Динамика Брита».  Возглавляет Фонд литературной палаты Нусантары (Yayasan Kamar Sastra Nusantara). Принимает активное участие в литературных событиях страны: Конгресс литературного сообщества Индонезии в Богоре (2012), Поэтический семинар и дружественная встреча литераторов в Банджар-Бару (2013), День поэзии Индонезии в Джакарте (2013) и др.

## Публикации
- Balahindang Sakumpul Sapalimbaian : Banjar-Indonesia-Banjar. Yayasan Kamar Sastra Nusantara, 1996 (сборник стихов на банджарском и индонезийском языках) (переиздание 2013 г.) [2].
- Serumpun Ayat-ayat Tuhan, 2012 (сборник стихов)
- Asmaul Husna: Membuka Jalan Menggenggam Cinta, 2012 (сборник стихов)
- Insya-Allah, Jalan itu Ada, Imelda!, 2014 (сборник рассказов) [3]
- Banjar Negeri Harum 1001 Gurindam, 2014 (сборник гуриндамов)
- 1001 gurindam. Jakarta: Enter Media, 2015 (сборник гуриндамов на индонезийском и английском языках)
- Madam: 70 tahun Iberamsyah Barbary dalam novel otobiografi. KKK (Kosa Kata Kita), 2018 ISBN 9786021418178

## Награды
- Премия губернатора провинции Южный Калимантан (2012)
- Почётный титул султаната Банджар Datu Astaprana Hikmadiraja (2016)
- Литературная премия мэра г. Банджар-Бару (2017)[4].
- Культурная премия Южного Калимантана (2018)